# Kimeki
I Kimeki (in arabo: Īmāk / Yamāk) erano una tribù di lingua turca che visse alla confluenza tra i fiumi Ob' e Irtyš, nell'Asia centrale occidentale, in epoca alto-medievale. Conosciuti grazie ai riferimenti compiuti dai geografi medievali arabi e persiani, erano una delle sette tribù della confederazione kimeka (in arabo: Kīmāk) che esistette grosso modo tra l'850 e il 1050 sotto varie denominazioni; le altre sei che costituivano quest'entità politica erano, secondo Abu Saʿīd Gardēzī (morto nel 1061), gli Eimiri (o Imi), i Tatari, i Bayandur, i Kipčaki, i Lanikaz e gli Ajlad.

## Etnonimo
Vladimir Minorskij, riprendendo le teorie di Josef Marquart, Wilhelm Barthold, Juri Semenov e di altri autori, ipotizza che il nome Kīmāk (pronunciato Kimäk) derivi da Iki-Imäk, "i due Imäk", probabilmente un riferimento ai due più antichi clan (Īmī e Īmāk) della federazione. Dal canto suo, lo studioso Omeljan Pritsak ha tentato di collegare il termine kimeko con il proto-mongolico Kumo della confederazione Kumo Xi (in cinese medio: 庫莫奚; kʰuoH-mɑk̚-ɦei; *qu(o)mâġ-ġay, da *quo "giallastro" più suffisso denominale *-mAk); Golden giudica la ricostruzione di Pritsak «assai problematica», poiché Pritsak non spiega come da Quomâġ la parola si sia evoluta in Kimek; ciononostante, Golden considera valido il collegamento con il mondo proto-mongolico.
Il filologo medievale Mahmud da Kashgar non adopera mai il termine Kimek, ma Yamāk; inoltre, egli fa notare che i Karakhanidi come lui consideravano gli Yamāk «una tribù dei Kipčaki», sebbene questi ultimi nell'XI secolo si considerassero una comunità diversa. L'etnonimo Yemäk potrebbe essere stato trascritto a metà del VII secolo da autori cinesi come 鹽莫 Yánmò < in cinese medio *jiäm-mâk, riferendosi a un gruppo di Tiele che inizialmente abitava la Mongolia nordoccidentale prima di migrare a nord della zona dei monti Altaj e presso il fiume Irtyš.
In passato lo studioso statunitense Peter Golden aveva accettato l'identificazione dei Kimeki con gli Imeki/Yimeki/Yemeki, perché la /k/ > ∅, evolutasi in Kimek > İmek, era effettivamente attestata in diversi dialetti kipčaki medievali; inoltre, riteneva anche improbabile che gli Yemek fossero gli 鹽莫 *jiäm-mâk > Yánmò riportati nella fonte cinese. Tuttavia, Golden in seguito ha cambiato idea, ragionando sul fatto che, poiché il suono dialettale kipčako medievale mutato /k/ > ∅ non aveva ancora subito questa evoluzione nella metà del VII secolo nell'antico turco, l'identificazione degli Yemek con i Kimeki resta controversa. Di conseguenza, lo statunitense ha in seguito rigettato l'ipotesi dell'evoluzione del termine Kimeki in Yemek, dimostrandosi più propenso a ritenere valida l'identificazione degli Yánmò (鹽莫) con gli Yemeki avanzata da studiosi quali Louis Hambis, Ju. A. Zuev e Bulat E. Kumekov. Secondo Vladimir Tishin, gli Yemek erano semplicemente i più importanti delle sette tribù confederate i cui membri si stanziarono nella valle dell'Irtyš, dove emerse la diversa unione tribale dei Kimeki, come riferisce Abu Saʿīd Gardēzī.

## Storia

### Le origini
Secondo Clifford E. Bosworth e Rano Turaeva, opinione a cui si adegua anche l'italiano Carlo di Cave, il popolo dei Kimeki era da considerarsi di etnia turca. A giudizio di Robert Preucel, Stephen Mrozowki e e Sencer Divitçioğlu, i Kimeki erano una tribù tungusa. Josef Markwart ha proposto che i Kimeki fossero dei Tatari turchicizzati, imparentati con i Tatabï di lingua para-mongolica e conosciuti in cinese come Kumo Xi.
F. Sümer associa i Kimeki ai Čik, menzionati nell'opera cinese alto-medievale intitolata Tang Huiyao e nell'iscrizione di Bilge Qaghan. Tuttavia, Golden non ritiene molto probabile quest'associazione in virtù delle poche prove disponibili, tutte non decisive.

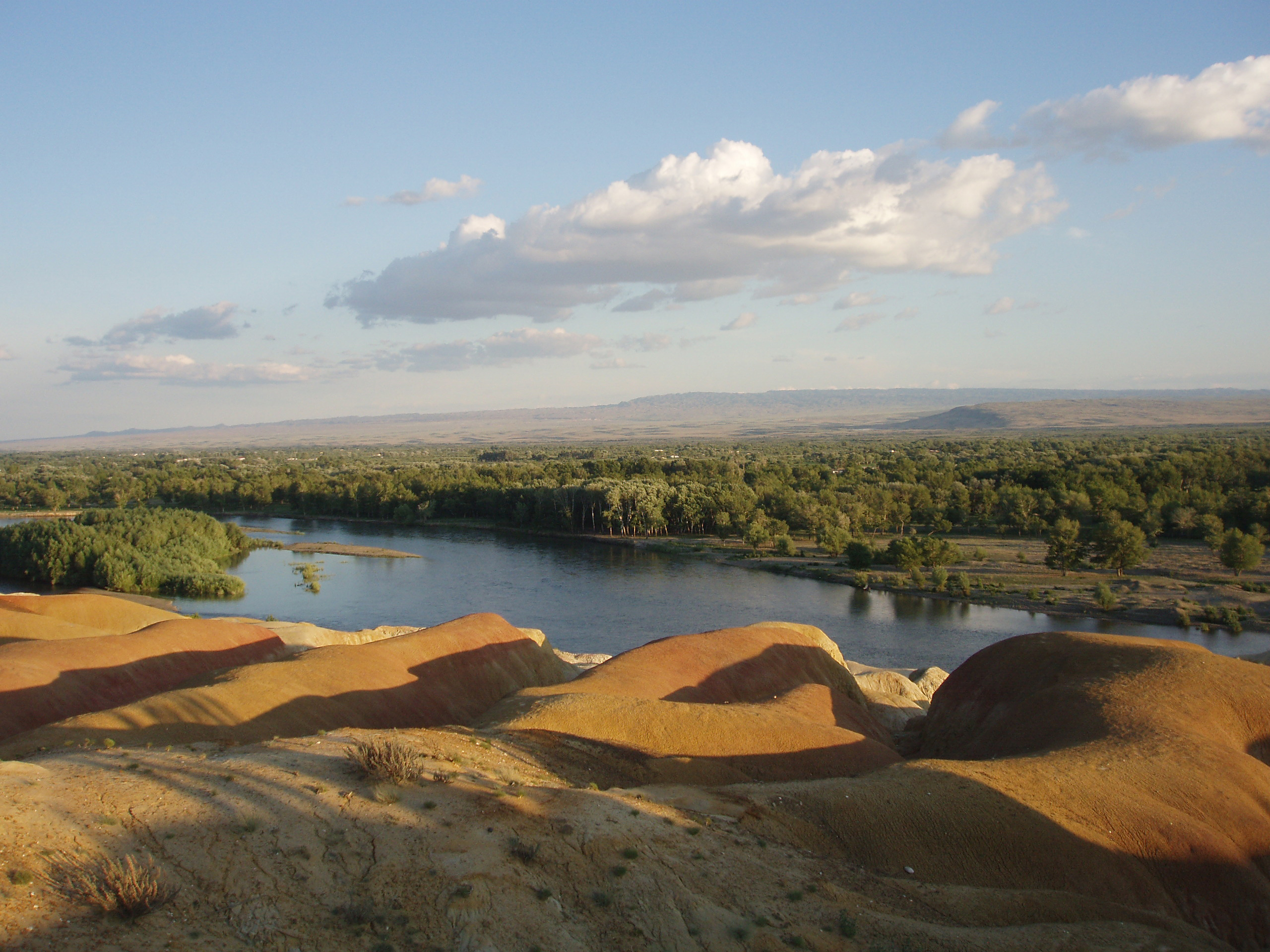
Paesaggio della Zungaria nei pressi del fiume Irtyš, dove si stanziò la tribù degli Shatuo

Nel Khaganato turco occidentale, nato verso la fine del 500 d.C., due tribù degli Yueban, i Chumukun e i Chuban, occupavano una posizione privilegiata nella confederazione, in quanto molti membri godevano della posizione privilegiata di membri votanti dell'élite Onoq, a scapito dei Chuyue e e dei Chumi, strettamente affiliati alle due comunità sopra indicate. Una parte della tribù dei Chuyue si mescolò con i pochi Göktürk ancora rimasti e formò una tribù chiamata Shatuo, la quale si stanziò nella Zungaria meridionale, a ovest del lago Barkol. Gli Shatuo si separarono dai Chigil verso la metà del VII secolo. Dopo la disintegrazione nel 743 del Khaganato turco occidentale, una parte delle tribù dei Chuy confluì nello Stato successore, il Khaganato uiguro (740-840), mentre un'altra fetta preservò la propria indipendenza. Durante il periodo di esistenza della nazione uigura, le tribù Chuy si consolidarono nel nucleo delle tribù conosciute come Kimak nelle fonti arabe e persiane. Lev Gumilëv ha associato una tribù Duolu Chuy, i Chumukun 處木昆 (< *čomuqun "immerso nell'acqua, annegato") ai Kimeki, poiché entrambi occupavano per coincidenza lo stesso territorio, cioè il Semireč'e; è interessante notare come dei Chumukun ne parlano solo scritti cinesi, mentre dei Kimeki persiani e arabi. Il capo della confederazione dei Kimeki godeva del titolo di Shad Tutuq, ovvero "principe governatore" (tutuk deriva dal cinese medio tuo-tuok 都督, "governatore militare"); riportato da Gardēzī come Yinal Yabghu. Entro la metà dell'VIII secolo, i Kimeki occuparono il territorio tra il fiume Ural e il fiume Emba, oltre che dal mar d'Aral alle steppe del Caspio.

### Khanato kimeko

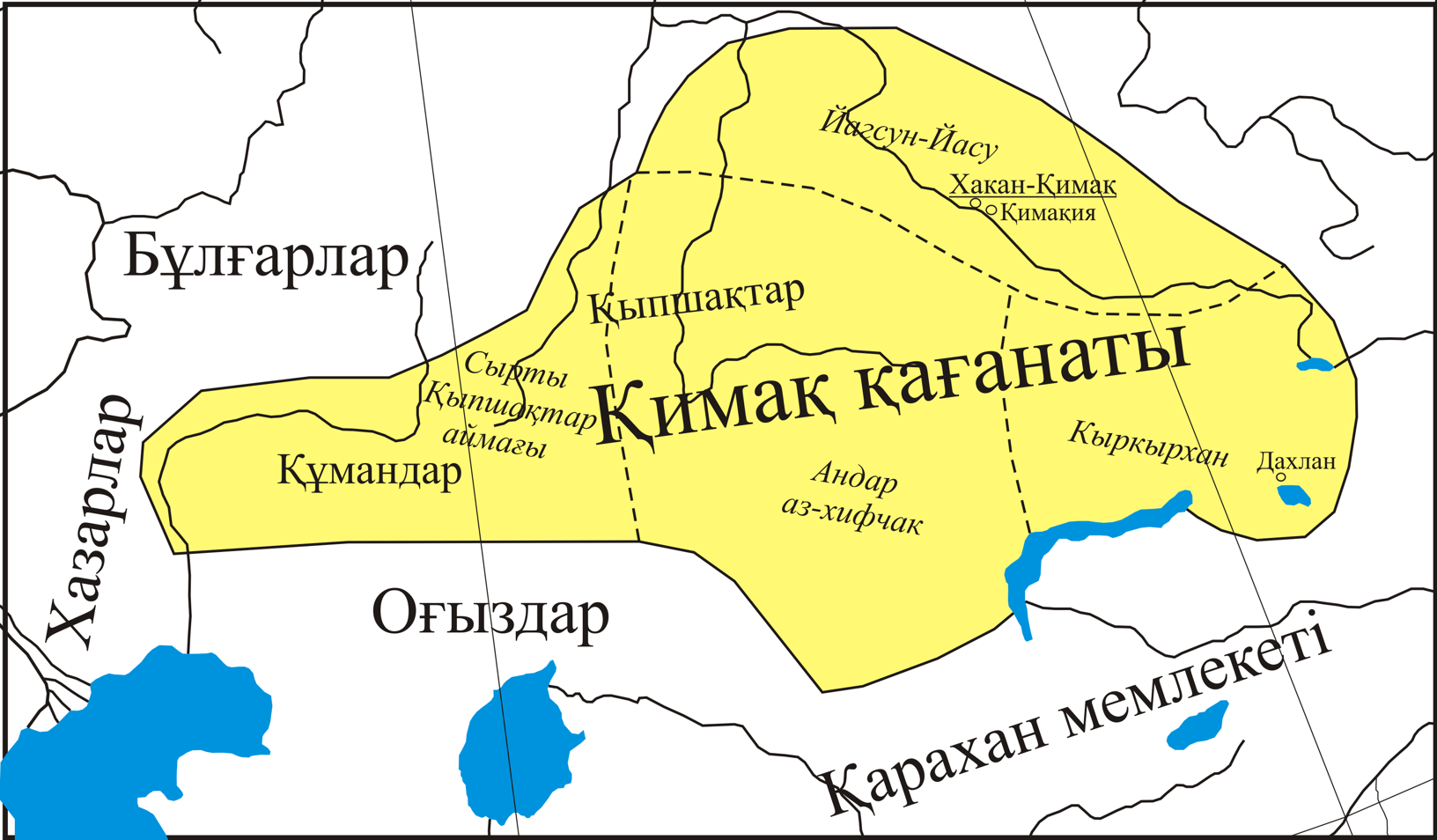
L'orientativa collocazione geografica della confederazione kimeka in epoca alto-medievale tra i fiumi Ob' e Irtyš

Dopo lo scioglimento del Khanato uiguro nell'840, i Kimeki guidarono una nuova unione politica tribale, creando una propria entità politica. Gardēzī (morto nel 1061) scrive che essa si componeva di una federazione di sette tribù: i Kimeki (in arabo Yamāk < in medio turco *Yemǟk o * (Y)imēk), gli Eimiri (o Imi), i Tatari, i Bayandur, i Kipčaki, i Lanikaz e gli Ajlad. In seguito, l'unione tribale ampliò i propri confini accorpando parzialmente gruppi di Oghuz, Qangli e Bagjanak, raggiungendo i confini occidentali dei luoghi abitati dai Cazari e dai Bulgari. I Kimeki condussero una vita semi-stanziale, poiché Hudud al-Alam menziona una città chiamata *Yimäkiya (> Yamakkiyya > Namakiyya); mentre i Kipčaki, in alcune usanze, somigliavano agli Oghuz contemporanei, che erano pastori nomadi.

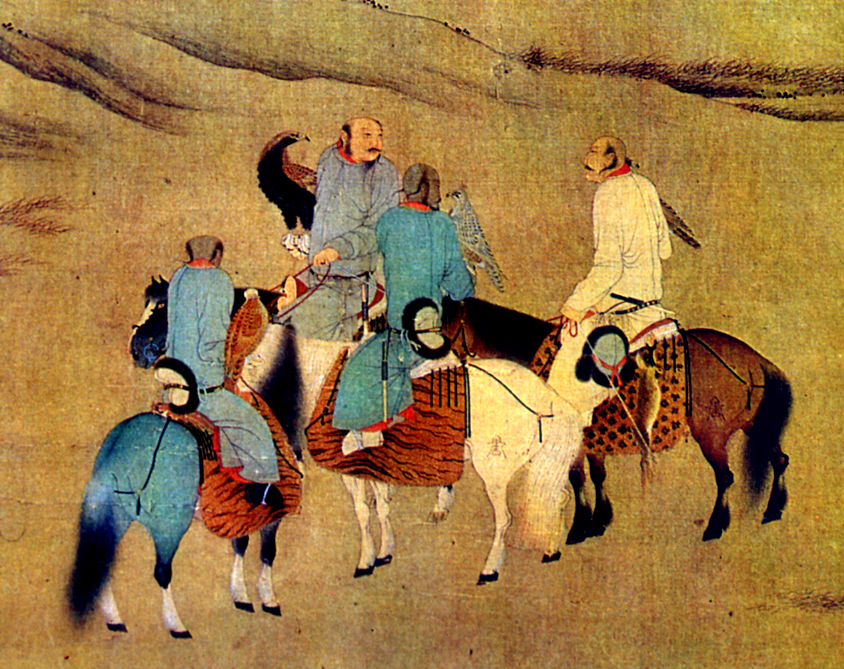
I Kitai durante una battuta di caccia in un dipinto ritratto durante il regno della dinastia cinese Song. Furono loro a causare il declino del khaganato dei Kimeki

All'inizio dell'XI secolo i Kipčaki Khanlyk migrarono a ovest, occupando terre che in precedenza erano appartenute agli Oghuz. Dopo aver conquistato le terre di questi ultimi, i Kipčaki assunsero una forza considerevole e i Kimeki divennero dipendenti da loro. Il declino del khaganato kimeko, avvenuta a metà dell'XI secolo, fu causata dalla migrazione di nomadi di lingua mongola dell'Asia centrale, soppiantati dai Kitai di lingua mongola di Liao nel 916 nella Cina settentrionale. I nomadi Kitai occuparono le terre di Kimeki e Kipčaki a ovest dell'Irtyš. Nell'XI-XII secolo una tribù dei Naiman di lingua mongola andarono a sostituirsi ai Kimeki e ai Kipčaki dall'Altaj mongolo e dall'Irtyš superiore mentre si spostavano verso ovest.
Tra il IX e il XIII secolo le tribù kimeke si stavano nomadizzando nomadizzarono nelle steppe dell'odierno oblast' di Astrachan', in Russia. Una parte dei Kimeki che lasciò la regione interfluviale tra Ob' e Irtyš si unì alla confederazione kipčaka sopravvissuta fino all'invasione mongola dell'Europa, e successivamente si unì ai Nogai che discendevano dai Kipčaki. Le ultime tribù organizzate dei Nogai nelle fonti russe furono disperse con la costruzione da parte dei russi delle barriere difensive zaseka nelle regioni del Don e del Volga nel XVII-XVIII secolo, che separarono le popolazioni che allevavano il bestiame dalle zone di pascolo estivo. Un altro gruppo di Nogai fu deportato dalle steppe del Budžak dopo la conquista russa dell'Ucraina occidentale e della Moldavia nel XVIII e all'inizio del XIX secolo.

## Genetica
Uno studio genetico pubblicato sulla rivista Nature nel maggio 2018 ha esaminato i resti di un maschio kimeko sepolto nella regione di Pavlodar, in Kazakistan,  nel 1350 circa. Si è scoperto che il suo aplogruppo paterno è il R1b1b, mentre quello materno risulta di tipo A. Un dato interessante che la ricerca ha portato alla luce è l'assenza di un elevato indice che legasse il defunto a un qualche antenato dell'Asia orientale.

### Esplicative
1. ↑  鹽莫 Yánmò, dal cinese medio *jiäm-mâk, non va confuso con 燕末 Yànmò, dal medio cinese ʔen H-muɑt̚ (ZS) / *ˀien-muât (Zuev). Questo secondo carattere indica la residenza del khagan Xueyantuo Yağmurçin, identificata da Cen Zhongmian con il toponimo turco Ïbar Baş (dall'antico turco 𐰃𐰉𐰺𐱈) citata nelle Iscrizioni di Bain Tsokto:  Iscrizioni di Bain Tsokto, riga 26, su Türik Bitig. URL consultato il 24 agosto 2022 (archiviato dall'url originale il 13 giugno 2023).;  Yu.A. Zuev, Xueyantuo Khaganate and Kimeks. ([A Contribution] to Turkic ethnogeography of Central Asia in the middle of 7th century), in Shygys, Almaty, Oriental Studies Institute, 2004,  p. 14, parte 1.

### Bibliografiche
1. 1 2 3  Minorskij (1937), pp. 304-305.
2. 1 2  Golden (1992), p. 202.
3. ↑   TUBA, vol. 16-17, Harvard University Printing Office, 1992,  p. 107.
4. ↑  Minorskij (1937), p. 305.
5. ↑  Golden (1992), p. 202, nota 84.
6. ↑  Tongdian, vol. 200.
7. ↑  Golden (1992), pp. 202, 227, 263.
8. 1 2   Peter Golden, Notes on the Qïpchaq Tribes: Kimeks and Yemeks, in Yusuf Halaçoğlu et al., The Turks, I, 2002,  p. 662.
9. ↑  Tishin (2018), p. 111.
10. ↑  (EN) Clifford Edmund Bosworth, The Turks in the Early Islamic World, Routledge, 2017,  p. 194, ISBN 978-13-51-88087-9.
11. ↑  (EN) Rano Turaeva, Migration and Identity in Central Asia: The Uzbek Experience, Routledge, 2015,  p. 37, ISBN 978-1-317-43007-0.
12. ↑   Carlo Di Cave, L'arrivo degli Ungheresi in Europa e la conquista della patria: fonti e letteratura critica, Centro italiano di studi sull'Alto medioevo, 1995,  p. 124, ISBN 978-88-79-88379-5.
13. ↑  (EN) Robert Preucel e Stephen Mrozowski, Contemporary Archaeology in Theory: The New Pragmatism, 2ª ed., Wiley-Blackwell, 2010,  p. 296, ISBN 1405158328.
14. ↑  (TR) Sender Divitçioğlu, Sekiz Türk Boyu Üzerine Gözlemler, Topkapı/İstanbul, Türkiye İş Bankası - Kultur Yayinlari, 2010,  pp. 87-88, ISBN 978-605-360-098-5.
15. ↑  Golden (1992), p. 202, nota 78.
16. ↑   Tang Huiyao, su ctext.org, vol. 72.
«"赤馬。與迴紇(契)苾餘沒渾同類。印行。" [traduzione: "Cavallo dei Čik, stesso ceppo degli uiguri, dei (Qi)bi, degli Unni Yumei"].»
17. ↑  (RU) Yu.A. Zuev, Tanga dei Cavalli dei principi vassalli (traduzione della composizione cinese "Tanghuiyao" dell'XVIII-X secolo), Alma-Ata, Accademia delle Scienze della RSS Kazaka, 1960,  p. 98, 113.
18. ↑   Iscrizione di Bilge Qaghan, riga 26, su Türik Bitig. URL consultato il 24 agosto 2022.
19. ↑  Tongdian, vol. 199.
20. ↑  (EN) Victor Cunrui Xiong, Historical Dictionary of Medieval China, Rowman & Littlefield, 2009,  p. 444, ISBN 978-08-10-86053-7.
21. 1 2  (EN) Ancient Turks and Altai Turks, su factsanddetails.com. URL consultato il 24 agosto 2022.
22. ↑  (EN) S.A. Pletneva, 2: Kumaks and Kipchaks, in Kipchaks, Science, 1990, ISBN 5-02-009542-7.
23. ↑  Tishin (2018), pp. 107-113.
24. ↑  (EN) L. Gumilyov, 14, su Searchs for an Imaginary Kingdom: The Legend of the Kingdom of Prester John, gumilevica.kulichki.net, traduzione di R.E.F. Smith, 2009.
25. ↑  Tishin (2018), pp. 107, 111.
26. ↑  Golden (1992), p. 203.
27. ↑  Minorskij (1937), pp. 99-101, 304-312, 315-317.
28. ↑  Damgaard et al. (2018), tabella supplementare 2, riga 61; informazioni supplementari, pp. 113-114.
29. ↑  Damgaard et al. (2018), tabella supplementare 9, riga 43; tabella supplementare 8, riga 129.
30. ↑   Damgaard et al. (2018), p. 3.
«Solo un campione rappresenta i nomadi Kimeki e non lascia trapelare un'elevata ascendenza dall'Asia orientale.»

### Fonti primarie
- Volume 200, in Tongdian.

### Fonti secondarie
- (EN) P.B. Damgaard et al., 137 ancient human genomes from across the Eurasian steppes, in Nature Research, vol. 557, n. 7705, Nature, 2018,  pp. 369-373, DOI:10.1038/s41586-018-0094-2.
- (EN) Peter B. Golden, An Introduction to the History of the Turkic Peoples, O. Harrassowitz, 1992, ISBN 978-3-4470-3274-2.
- (EN) Vladimir Fëdorovič Minorskij, The Kimäk, in Ḥudūd al'Ālam: The Regions of the World, 1937.
- (EN) Vladimir Tishin, Kimäk and Chù-mù-kūn (处木昆): Notes on an Identification, in Archaeology Ethnology and Anthropology of Eurasia, vol. 46, n. 3, settembre 2018, DOI:10.17746/1563-0110.2018.46.3.107-113.